# نیپس (کلن)
نیپس (به آلمانی: Köln-Nippes) یک منطقهٔ مسکونی در آلمان است که در کلن واقع شده‌است. نیپس ۳۱٫۸ کیلومتر مربع مساحت و ۱۱۰٬۰۹۲ نفر جمعیت دارد.